# مقاطعة كرخ
مقاطعة كرخ  هي مقاطعة أفغانية تقع في الجزء الشمالي الشرقي من ولاية هرات. يحدها من الشمال الغربي مقاطعة كشك [الإنجليزية] ومن الشمال مقاطعة كشك كهنه [الإنجليزية] ومن الشمال الشرقي ولاية بادغيس. تقع مقاطعة أوبه [الإنجليزية] في الشرق. إلى الجنوب تقع مقاطعة بشتون زرغون [الإنجليزية] وتقع مقاطعة إنجيل [الإنجليزية] في الغرب. عدد سكانها 62000 (عام 2012). مركز المقاطعة هو بلدة كرخ ‏.

## البنية التحتية
عُبد فقط الطريق المؤدي من مركز المحافظة إلى مركز المقاطعة، وجميع الطرق داخل المقاطعة في حالة سيئة. 40٪ من الطرق مفتوحة أمام حركة المرور في جميع فصول السنة.

## الملحوظون
- رانجين دادفار سبانتا [الإنجليزية]